# Liste ungarischer Dramatiker
Liste ungarischer Dramatiker
- István Babócsai
- István Balog
- Géza Csáth
- Imre Gombos
- Gyula Háy
- Jenő Heltai
- Márton Hoblik
- József Katona
- István Kocsis
- Imre Madách
- Sándor Mérey
- Ferenc Molnár
- Ignác Nagy
- Károly Pap
- Ernő Polgár
- István Örkény
- Lajos Parti Nagy
- Géza Páskándi
- János Székely
- Ede Szigligeti
- Johann von Vásáry